# Пассажир (фильм)
«Пассажир» (англ. The Commuter) — американо-британский триллер 2018 года режиссёра Жауме Кольет-Серра о страховом агенте — бывшем полицейском, втянутом в преступный заговор, ставящий под угрозу его самого и близких ему людей.
Сценарий Байрона Уиллингера и Фила Диблейси; в главных ролях Вера Фармига, Лиам Нисон, Сэм Нил, Элизабет Макговерн, Джонатан Бэнкс и Патрик Уилсон.
Премьера в США прошла 12 января 2018, в России — 8 марта 2018.

## Сюжет
Майкл Макколи, бывший полицейский, имеет любящих жену и сына и вот уже 10 лет работает страховым агентом. Каждый день он ездит на работу в Нью-Йорк на одном и том же поезде транзитной линии Hudson Line от родного Тарритауна до Центрального вокзала, пока его не увольняют. Майкл не знает, как рассказать об этом родным, в особенности сыну, за чью учёбу в колледже нужно заплатить. Встретившись в баре с бывшим напарником Алексом Мёрфи, он получает предложение о помощи, но отказывается. В баре оказывается и бывший начальник Майкла, Дэвид Хоуторн, повышенный до капитана полиции.
При посадке в вечерний поезд на 18:25 Майкл встречает знакомых ему постоянных пассажиров, один из которых обращает его внимание на таинственную женщину, которая наблюдает за Майклом, однако сам он никого не замечает. Позже, найдя свободное место, он наконец видит женщину, которая представляется Джоанной. Она предлагает ему гипотетическую задачу: оказать маленькую услугу, которая может иметь последствия для одного из пассажиров, но о них Майкл не узнает. В качестве вознаграждения он получит сто тысяч долларов, двадцать пять из которых, как предоплата, лежат в туалете второго вагона. Джоанна хочет, чтобы Майкл нашёл пассажира с сумкой, в которой лежит то, что он украл. Пассажир под вымышленным именем Прин едет до станции Колдспринга. Джоанна предлагает Майклу сделать выбор до следующей станции и выходит из поезда. Найдя в вентиляции туалета пакет с деньгами, Майкл понимает, что происходящее с ним более чем реально.
Он пытается сойти на следующей станции, но на выходе его перехватывает парень и, услышав отказ выполнить поручение, отдает ему небольшой пакет, а также говорит, что за Майклом следят. Открыв пакет, Майкл, к своему ужасу, находит обручальное кольцо своей жены. Майкл одалживает телефон у знакомого по имени Тони, который едет с ним в том же поезде, и пытается дозвониться жене, однако та не отвечает. Тогда он оставляет голосовое сообщение Алексу Мёрфи. Майкл пытается написать предупреждение на газете знакомого ему пассажира, однако чуть позже наблюдает из вагона, как того выталкивают на дорогу перед едущим автобусом. Поддавшись угрозам Джоанны по телефону, Майкл начинает поиски. Он получает указание прикрепить к сумке GPS-трекер, лежащий в кармане его пиджака.
По корешкам билетов, закреплённых в спинках сидений, Майклу удается вычислить пятерых незнакомых пассажиров, едущих до Колдспринга: бородатого мужчину в клетчатой рубашке, девушку в майке медсестры, негра в кепке с футляром для гитары, татуированную девушку со светлыми волосами и брокера в дорогом костюме. Ещё одно место с билетом до Колдспринга оказывается пустым. Майкл по очереди выводит пассажиров на разговор и, получив струей из перцового баллончика от татуированной девушки, обнаруживает, что в её сумке находятся фальшивые водительские удостоверения. Девушка уверяет его, что они принадлежат её парню, а Майкл обещает ничего не говорить.
Плакат, призывающий сообщать о подозрительных личностях, наталкивает его на мысль. Майкл сообщает кондуктору Сэму о подозрительных действиях медсестры, парня с гитарой и бородатого мужчины и просит проверить их сумки. Уже сев на свободное место, он замечает парня с большой сумкой, садящегося на то самое пустое место. Услышав конфликт между кондуктором и медсестрой, он выходит из вагона, а Майкл следует за ним. В тамбуре парень в агрессивной форме пытается припугнуть Майкла. Завязывается потасовка, в результате которой оба влетают в вагон. Отпустив Майкла, парень советует ему поберечься и уходит, а негр с гитарой помогает подняться.
Обессиленный Майкл возвращается на своё место и, наконец, получает ответ от Алекса. После пересказа всех прошедших событий он сообщает, что два дня назад некий Энрике Мендез из департамента городского планирования покончил с собой, выпрыгнув с 35 этажа, однако есть свидетель, проходящий под именем «Прин», который утверждает, что Энрике был убит.
Майкл пытается найти парня, чтобы предупредить, однако находит лишь его сумку, а в пустующем соседнем вагоне и её владельца, уже мёртвого. Вдобавок при обыске тела Майкл находит удостоверение агента ФБР и телефон, на который звонит Джоанна. Она говорит, что Майкл указал не на того человека и он виноват в его смерти. Джоанна предлагает Майклу продолжить поиски, но тот упирается, потребовав доказательств, что с его женой и сыном всё в порядке, и слышит запись их разговора. Майкл говорит, что полиция Тарритауна скоро будет у них дома, однако Джоанна сообщает, что полицию интересует сам Майкл Макколи, привлёкший их внимание своими действиями. На подъезде к одноимённой станции Майкл действительно видит полицию, которая обыскивает поезд. Майклу удается остаться незамеченным, спрятавшись под вагоном вместе с трупом, однако при попытке залезть обратно он теряет пакет с деньгами, в его руках остаются лишь сто долларов.
Чтобы упростить поиски, Майкл выводит из строя кондиционер во всех вагонах, кроме последнего, и все оставшиеся пассажиры переходят туда. Чтобы расспросить бородатого мужчину, он присоединяется к партии в покер вместе с Тони, поставив оставшуюся сотню долларов, после чего пересказывает задачу Джоанны вслух, зная, что остальные его слышат. На вопрос Тони, взял бы он деньги, Майкл, улыбнувшись, говорит, что уже это сделал. Он раскрывает карты, перечислив пятерых неизвестных ему пассажиров до Колдспринга бородатому мужчине, на что тот называет своё имя — Джексон — и, чтобы сделать ставку, достает пачку с деньгами, в которой Майкл замечает месячный проездной. Он понимает, что Джексон — тоже постоянный пассажир.
Майкл выходит из вагона вслед за негром с футляром, парень говорит Майклу, что, возможно, он и есть тот человек, о котором шла речь. Майкл предлагает ему свою помощь и просит открыть футляр, в котором действительно лежит гитара. Майкл предлагает забаррикадироваться в первом вагоне, а затем достаёт небольшой пожарный топорик из ящика около двери. Парень достаёт из-за пояса пистолет и говорит, что он вовсе не Прин, однако Майкл понимает это раньше, потому что гитара — для левши, а пистолет тот держит в правой руке. В возникшей драке Майклу удаётся сперва избить киллера гитарой, а затем выкинуть из вагона под проходящий по соседним путям поезд. Позвонившая Джоанна приказывает Майклу самому убить свидетеля, иначе убьют его семью.
Майкл возвращается в последний вагон. На станции Гаррисон с несколькими пассажирами выходит брокер, остаётся лишь медсестра. Макколи думает, что она и есть «Прин». Он забирает её телефон, на который постоянно кто-то названивал, однако находит там лишь сообщения от её парня, с которым, по словам медсестры, они сегодня крупно поссорились. Майкл в растерянности, он нашёл и проверил шестерых неизвестных пассажиров: двое мертвы, ещё трое не являются свидетелями и один вышел в Гаррисоне. Только сейчас он понимает, что брокер сидел рядом с девушкой в наушниках и пересел на её место, когда она ушла. Поэтому её билет торчал из спинки его сидения, и Майкл решил, что тот едет в Колдспринг.
У двери вагона Майкл находит девушку в наушниках, читающую роман Алая Буква, главную героиню которого зовут Эстер Прин. Звонит Джоанна и приказывает Майклу убить Прин, но тот снова отказывается. Взбешённая Джоанна говорит, что её боссы могут убить кого угодно и им очень нужна смерть свидетеля. Когда Майкл пытается узнать, кем являются её боссы, та бросает трубку, сказав Майку, что он сам сделал свой выбор и теперь все умрут.
Майкл, угрожая пистолетом, приказывает кондуктору дернуть стоп-кран, однако в результате взрыв разносит кабину машиниста. Тормоза не работают, поезд проезжает Колдспринг на полном ходу, к полному недоумению фэбээровцев, ожидавших свидетеля на платформе. Кондуктор Сэм говорит, что на повороте у Бикона на такой скорости поезд точно сойдёт с рельс. Майкл предлагает отцепить последний вагон, и вместе с Сэмом ему удается это сделать, однако цепь не дает вагону отцепиться полностью. Майкл вместе с Сэмом запрыгивают обратно в поезд. Они перебивают цепь топором, и когда поезд входит в поворот и сходит с рельс, Майкла отбрасывает в последний вагон, а Джексон удерживает его от падения на пути. Последний вагон сходит с рельс, но удачно останавливается.
В панике люди пытаются выбраться из вагона, но Майкл удерживает их, несколько раз стреляя в воздух. Он говорит, что ещё ничего не кончено и, возможно, убийцы могут быть рядом. Люди заклеивают окна вагона мокрыми газетами, а сам Майкл расспрашивает свидетельницу Софию, зачем кому-то нужна её смерть. Девушка говорит, что видела, как двое полицейских убили Энрике, и даже пересказывает слова одного из них, что «нет никакого благородства». Поэтому она обратилась в ФБР, а не в полицию. В сумке находится жёсткий диск Энрике.
К месту крушения стягивается полиция Бикона и управление шерифа. На вертолёте прибывает капитан Дэвид Хоуторн и объявляет себя главным. Полиция считает, что пассажиры — заложники Макколи, такую информацию дал Сэм, прежде чем произошёл взрыв. Майкл, как может, успокаивает пассажиров, когда к двери вагона подходит безоружный Алекс. Зайдя внутрь, он пытается выяснить, где свидетель, но Майкл не хочет говорить, пока его семья не будет в безопасности. Алекс попрекает Макколи, говоря, что тот хочет поступить благородно, но никакого благородства нет. Майкл потрясённо переглядывается с Софией. Он уличает Алекса в предательстве и угрожает его убить, а тот в ответ признается, что сам посоветовал посадить свидетеля в этот поезд, ведь Майклу нужны деньги. Макколи приходится отдать пистолет Алексу, иначе его семью убьют.
Мёрфи начинает искать Прин, угрожая пассажирам оружием, и испуганная София поднимается. Но вслед за ней поднимается Джексон и говорит, что он Прин. Поднимаются и остальные пассажиры, в их числе Тони и медсестра. Каждый из них говорит, что он — Прин. Алекс стреляет в Джексона. Майкл выбивает пистолет из рук напарника, начинается драка. На Алекса бросаются и остальные пассажиры, но он побеждает всех. Снайперы снаружи видят полицейского благодаря системе «Свой-Чужой», спецназ готов к штурму. Майкл пытается отобрать у Алекса пистолет, но тот стреляет ему в ногу и отбрасывает в сторону. Майкл падает на сиденье, в его руках датчик «Свой-Чужой». Мёрфи наводит пистолет на Софию, готовый убить её, но падает от нескольких попаданий снайперов.
Спецназ начинает штурм, в вагон заходит и агент Гарсиа, который сообщает Майклу, что его семья в безопасности. Находясь снаружи, Макколи наблюдает за происходящим. На его глазах София даёт показания об убийстве Энрике, раненый Джексон говорит, что в следующий раз поедет автобусом, татуированная девушка сбрасывает в мусорный бак поддельные удостоверения, молодой кондуктор знакомится с медсестрой, а Тони прямо называет Майкла героем. Капитан Хоуторн говорит, что в отношении Мёрфи проводилось внутреннее расследование, что загадочную женщину они найдут и что в полиции не хватает таких правильных людей, как Майкл. Когда он отходит, Майкл достает из кармана пиджака жёсткий диск Энрике.
Начавшееся расследование широко освещается СМИ, некоторые сомневаются в существовании женщины, пустившей под откос целый поезд.
В вечернем поезде из Чикаго Майкл находит Джоанну читающей «Графа Монте-Кристо», но та делает вид, что они не знакомы. Майкл садится напротив и говорит, что Джоанна так или иначе останется в плюсе, что бы ни произошло тогда в поезде. Ей было всё равно, кого подставить, и теперь Алекс Мёрфи — козёл отпущения. Когда Джоанна наклоняется вперед и спрашивает, что же по мнению Майкла произойдёт дальше, тот говорит «Одна мелочь» и показывает ей жетон детектива полиции Нью-Йорка. Джоанна снова откидывается на спинку сиденья, а Майкл улыбается ей, подразумевая, что она арестована.

## В ролях
- Лиам Нисон — Майкл Макколи
- Вера Фармига[3] — Джоанна
- Патрик Уилсон[4] — детектив-лейтенант Алекс Мёрфи
- Джонатан Бэнкс[5] — Уолт
- Элизабет Макговерн[5] — Карен Макколи
- Флоренс Пью — Гвен[2]
- Эдвард Блумел[англ.] — бойфренд Гвен
- Дин-Чарльз Чэпмен — Дэнни Макколи
- Клара Лаго — Ева
- Шазад Латиф — Винс
- Элла Рэй-Смит — София / «Прин»
- Нила Аалия — Шерри
- Колин Макфарлейн — кондуктор Сэм
- Адам Нагайтис — кондуктор Джимми
- Сэм Нилл[5] — капитан Дэвид Хоуторн
- Кингсли Бен-Адир — агент Гарсиа
- Киллиан Скотт — агент ФБР Дилан
- Энди Найман — Тони
- Летиша Райт — Джулс
- Дэмсон Идрис — агент Дэнис
- Бэн Кеплен — Фрэнк
- Кобна Холдбрук-Смит[англ.] — Оливер
- Роланд Мюллер[англ.] — Джексон
- Пэт Кирнан[англ.] — камео

## Производство

### Разработка
В январе 2010 года Олатунде Осунсанми, известный на тот момент по триллеру «Четвёртый вид» с Милой Йовович в главной роли, был приглашён снять фильм. Более года спустя, в августе 2011 года появляются сообщения о том, что режиссёрское кресло займёт Джулиан Джаррольд, известный по фильму «Джейн Остин» и многочисленным работам с детективными сериалами. В январе 2016 года подписано соглашение о том, что режиссёром фильма станет Жауме Кольет-Серра, уже снявший ряд кассовых триллеров с Лиамом Нисоном в главной роли.

### Подбор актёров
В сентябре 2015 года было объявлено, что Лиам Нисон примет участие в экшн-триллере, спродюсированном компаниями StudioCanal и The Picture Company. В июне 2016 года Вера Фармига присоединилась к проекту в роли «загадочной женщины, которая садится на пригородный поезд и предлагает персонажу Нисона соблазнительную сделку, которая в случае его согласия может привести к очень опасным последствиям».
13 июля Сэм Нилл, Элизабет Макговерн и Джонатан Бэнкс были включены в основной состав. В августе 2016 года к актёрскому составу фильма присоединилась Кобна Холдбрук-Смит и Патрик Уилсон в роли доверенного друга персонажа Нисона.
«Пассажир» стал четвёртой совместной работой режиссёра Жауме Кольет-Серра с актёром Лиамом Нисоном после фильмов «Неизвестный» (2011), «Воздушный маршал» (2014) и «Ночной беглец» (2015) и второй совместной работой с актрисой Верой Фармигой после психологического триллера «Дитя тьмы» (2009).

### Съёмки
Основные съёмки начались 25 июля 2016 года в студии Pinewood в Бакингемшире, Англия, а затем перенеслись в Нью-Йорк. 18 сентября 2016 года Нисон и Макговерн были замечены на съёмочной площадке на железнодорожной станции Уорплэсдон в Суррее.

## Релиз
В ноябре 2015 года Lionsgate приобрела внутренние права на дистрибуцию фильма в сделке со StudioCanal. Изначально предполагалось, что лента выйдет в прокат в США 13 октября 2017 года, но выпуск был отложен до 12 января 2018 года. В Великобритании выпуск был запланирован на 20 октября 2017 года, но был перенесён на 19 января 2018 года из-за изменения даты проката в США.